# Academia de las Artes Teatrales de Cracovia
La Academia de las artes teatrales de Cracovia (en polaco, Akademia Sztuk Teatralnych im. Stanisława Wyspiańskiego w Krakowie, a menudo abreviado como AST), anteriormente conocida como Academia Ludwik Solski (Państwowa Wyższa Szkoła Teatralna im. Ludwika Solskiego. abrv. PWST) es un centro de enseñanza de teatro en Cracovia, Polonia, fundado en 1946 por el actor polaco Juliusz Osterwa, quien dio los primeros pasos para el establecimiento de la Academia a través de la fusión de tres estudios locales, el Estudio de Actores del Stary Teatr, el Estudio de Actores de Teatro Słowacki y Estudio Dramático de Iwo Gall, asociado al Teatro Reduta de Juliusz Osterwa.

## Historia
La historia de la Academia Ludwik Solski comenzó en 1946 con un curso de formación de tres años para jóvenes actores. En 1949, el nombre de la escuela fue cambiado a Escuela Estatal de Actuación (Państwowa Wyższa Szkoła Aktorska), y el plan de estudios se extendió a cuatro años. De 1954 a 1964, la academia también impartió cursos de teatro de marionetas y títeres, reactivado en 1972 como una facultad independiente ubicada en la ciudad de Breslavia (Breslavia).
La nueva Facultad de Dirección se creó en 1955 y continuó en su forma original hasta 1962. En 1973, la Facultad se restableció como la Facultad de Dirección de Actores con varios estudiantes en un programa de cuatro años. La siguiente etapa importante en el desarrollo de la Academia fue el establecimiento en 1979 de la Facultad de Actores en Wrocław.
En octubre de 2017, el nombre de la escuela fue cambiado al actual. El patrón de la academia también fue cambiado, siendo el actual el dramaturgo, pintor y poeta Stanisław Wyspiański (Akademia Sztuk Teatralnych im. Stanisława Wyspiańskiego w Krakowie).
Desde sus inicios, la Academia de Artes Dramáticas fue dirigida por algunos de los artistas dramáticos polacos más destacados, Juliusz Osterwa, Tadeusz Burnatowicz, Władysław Woźnik, Eugeniusz Fulde, Bronisław Dąbrowski, Jerzy Krasowski, Danuta Michałowska, Jerzy Trela y Jerzy Stuhr. La historia de la Academia fue formada por destacados maestros y entrenadores, así como por famosos teóricos, incluidos sus propios graduados que han tenido un impacto sustancial en la escena teatral en Polonia y en el extranjero. Las siguientes celebridades también han impartido clases prácticas de actuación, dirección y música: Jerzy Jarocki, Tadeusz Kantor, Mieczysław Kotlarczyk, Władysław Krzemiński, Ewa Lasek, Krystian Lupa, Krzysztof Penderecki, Anna Polony, Krystyna Swuszanka, Konryna Swuszanka, Krystyna Swuszanka, Konryna Swuszanka Zawistowski. Muchos de estos artistas todavía están enseñando en la Academia. Los directores más importantes en las últimas dos décadas han sido predominantemente graduados de la escuela: en la década de 1990, estos incluían a Krzysztof Warlikowski, Grzegorz Jarzyna, Anna Augustynowicz y Paweł Miskiewicz, estudiantes de Krystian Lupa y Mikolaj Grabowski, y en la década de 2000, los directores Maja Kleczewska, Jan Klata y Michal Zadara.
Algunos de los graduados más destacados de la Academia en su primera década incluyeron a Zbigniew Cybulski, Jerzy Grotowski, Leszek Herdegen, Gustaw Holoubek, Jerzy Jarocki, Bogumił Kobiela y Halina Mikołajska, mientras que las décadas posteriores produjeron otros exalumnos prominentes: Jerzy Bińczycki, Teresa Budzisz-Krzyż Krżżżka-Krzyż Ewa Demarczyk, Jan Nowicki, Jan Peszek, Anna Polony, Maciej Prus, Wojciech Pszoniak, Anna Seniuk, Jerzy Stuhr y Marek Walczewski. Muchos de sus estudiantes y graduados han estado involucrados con el surgimiento de nuevas iniciativas dramáticas, como el establecimiento de Teatr STU y el Teatro Stanisław Witkiewicz en Zakopane.
Desde sus primeros años, la Academia Ludwik Solski fue una fuente de continuidad para el teatro polaco gracias al hecho de que su personal docente a menudo pertenecía a diferentes generaciones, incluidos actores de antes de la Segunda Guerra Mundial, con muchos de ellos (es decir, Tadeusz Burnatowicz, Halina Gallowa , Władysław Krzemiński, Wacław Nowakowski y Władysław Woźnik) completando cursos de teatro en la Polonia previa a la guerra. Los estrechos vínculos con la escena teatral local definieron el carácter único de la escuela desde el principio. Esta singularidad se mantuvo incluso durante el período difícil de la década de 1950, cuando las autoridades y el modelo de entrenamiento soviético prohibieron a los estudiantes participar activamente en el teatro profesional. Las directivas del Ministerio de Cultura estalinista marcaron la introducción del realismo socialista de una manera esquemática y vulgar. El repertorio de la Academia se redujo principalmente al drama ruso y soviético sin obras contemporáneas occidentales en absoluto. El clima político represivo duró hasta después del Octubre polaco de 1956.
Los enlaces cercanos a los principales teatros de Cracovia contribuyen al estado de la Academia. Existe una correlación directa entre la condición de los teatros de la ciudad y la condición de la Academia con un personal compuesto por un buen número de personalidades del teatro cracoviano cuyas opiniones sobre el drama y los métodos de enseñanza cubren una amplia gama de filosofías. En los últimos años, la escuela ha abierto un nuevo departamento de dramaturgia teatral.

## Estructura organizativa
Facultades
- Facultad de Actuación en Cracovia
  - Departamento de Actuación Dramática
  - Departamento de Canto y Actuación
  - Departamento de Teatro de Baile
- Facultad de Dirección teatral en Cracovia
  - Departamento de Dirección de Teatro
  - Departamento de Dramaturgia
  - Departamento de Teatro de Títeres
- Facultad en Breslavia
  - Departamento de Actuación
  - Departamento de Teatro de Títeres
  - Posgrado en Dirección de Teatro Infantil.

## Matrícula
En la actualidad, la Academia recluta nuevos estudiantes para las facultades de actores en Cracovia y Wrocław, la Facultad de Dirección de Actuación en Cracovia y la Facultad de Teatro de Títeres en Wrocław. Desde 1946, más de mil estudiantes se han graduado de la Academia Ludwik Solski y han encontrado empleo en escenarios de teatro en Polonia y en el extranjero.

## Alumnos notables
| - Tamara Arciuch - Bartosz Bielenia - Zbigniew Cybulski - Paweł Deląg - Ewa Demarczyk - Anna Dymna - Marian Dziędziel - Jan Frycz - Roma Gąsiorowska - Jakub Gierszał - Krzysztof Globisz - Andrzej Grabowski - Jerzy Grotowski - Gustaw Holoubek | - Kalina Jędrusik - Tomasz Karolak - Tomasz Kot - Barbara Kurzaj - Jan Nowicki - Maja Ostaszewska - Jan Peszek - Krzysztof Pieczyński - Jacek Poniedziałek - Wojciech Pszoniak - Mikołaj Roznerski - Maciej Stuhr - Jerzy Trela - Krzysztof Warlikowski |